# Мост Люцзяся
Мост Люцзяся (кит. 刘家峡黄河大桥) — висячий мост, пересекающий W-образный участок берега водохранилища Люцзяся на реке Хуанхэ, расположенный на территории автономного уезда Дунсян; 24-й по длине основного пролёта висячий мост в Китае. Является частью региональной дороги 109.

## Характеристика
Длина основного пролёта — 536 м. Является самым длинным мостом в провинции Ганьсу по длине основного пролёта. Дорожное полотно моста находится на высоте 100 м над водохранилищем. Выше по течению расположена одноименная плотина и ГЭС.
Имеет 4 полосы движения (по две в обе стороны).
Непосредственно севернее моста автодорога переходит в два туннеля (Каолэ и Чжанцзяюань) в направлении национальной скоростной автодороги G213 Ланьчжоу — Моханьчжэн и посёлка Люцзясячжэн в уезде Юнцзин.